# Спаркс, Дэна
Дэ́на Джей Спаркс (англ. Dana J. Sparks), в девичестве — Бёрчелл (англ. Burchell; 1 августа 1961, Оринда, Калифорния, США) — американская актриса

.

## Биография
Дэна Джей Спаркс, урождённая Бёрчелл, родилась 1 августа 1961 года в пригороде района Сан-Франциско в Оринде (штат Калифорния, США). Спаркс, которая росла девчонкой-сорванцом, была отправлен матерью в модельную школу в Сан-Франциско. Она пошла на своё первое прослушивание для национальной рекламы Coca-Cola и получила эту роль.
Наиболее известна ролью Лейтенанта-командира Кэролин Аймс из телесериала «Военно-юридическая служба». Она также была известна ролью Викки Гиоберти в мыльной опере «Фэлкон Крест» и Грейс Беннетт / Фейт Стэндиш в мыльной опере «Страсти». Дэна исполняет обязанности исполнительного директора Регенерационных фильмов и в настоящее время является членом Совета Продюсеров.
С 20 июня 1982 года Дэна замужем за продюсером Стивом Спарксом.

## Избранная фильмография
| Год       |   | Русское название                   | Оригинальное название          | Роль                              |
| --------- | - | ---------------------------------- | ------------------------------ | --------------------------------- |
| 1986      | ф | Это жизнь!                         | That's Life!                   | Фанни Уорд                        |
| 1986—1988 | с | Фэлкон Крест                       | Falcon Crest                   | Виктория «Викки» Гиоберти-Ставрос |
| 1988—1989 | с | Закон Лос-Анджелеса                | L.A. Law                       | Дженнифер Кеплер                  |
| 1989      | с | Она написала убийство              | Murder She Wrote               | Карен Чэмберс                     |
| 1989      | с | Звёздный путь: Следующее поколение | Star Trek: The Next Generation | Прапорщик Уильямс                 |
| 1989      | с | Тридцать-с-чем-то                  | Thirtysomething                | Сильвия Давенпорт                 |
| 1989      | с | Спасатели Малибу                   | Baywatch                       | Эллисон Гибсон                    |
| 1990      | с | Полный дом                         | Full House                     | Синтия Райан                      |
| 1990      | с | Звонящий в полночь                 | Midnight Caller                | Линн Холифилд                     |
| 1991      | с | Мэтлок                             | Matlock                        | Кери Саммерс                      |
| 1994      | ф | Киборг-охотник                     | CyberTracker                   | Стефани                           |
| 1995      | с | Мелроуз-Плейс                      | Melrose Place                  | Кэрол Грэм                        |
| 1997—2003 | с | Военно-юридическая служба          | JAG                            | Лейтенант-командир Кэролин Аймс   |
| 1999—2007 | с | Страсти                            | Passions                       | Фейт Стэндиш / Грейс Беннетт      |